# Calkinsite-(Ce)
La calkinsite-(Ce) è un minerale.